# Ilisaine Karen David
Ilisaine Karen David, plus connue sous le nom de Zaine, née le 17 décembre 1977 à Jundiaí, dans l'État de São Paulo au Brésil, est une joueuse brésilienne de basket-ball. Elle évolue durant sa carrière aux postes d'ailier fort et de pivot. 

## Palmarès
- 3e des Jeux olympiques 2000
- Finaliste du championnat des Amériques 2005